# Přilba vz. 32

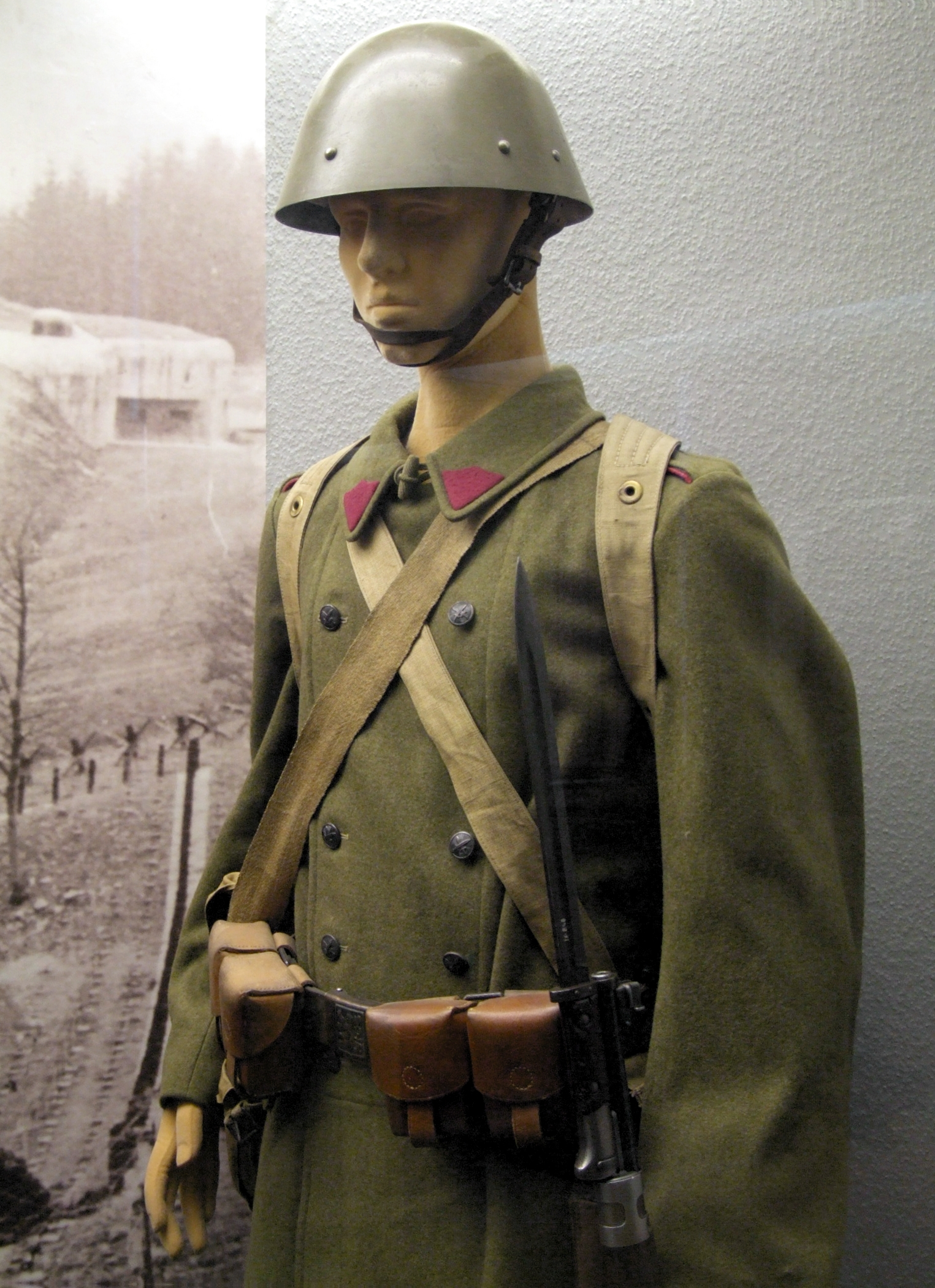
Uniform der tschechisch-slowakischen Armee in den Jahren von 1930–1935

Der Přilba vz. 32 (Přilba = Helm; vz. = vzor, tschechisch für Helm Muster 32) war der Standardhelm der Tschechoslowakischen Armee ab dem Jahr 1935. Bis 1939 wurden von dem Helm 1.021.548 Stück gefertigt.

## Geschichte und Hintergrund
Nachdem die Tschechoslowakei nach 1918 gegründet worden war, hatte das Heer keinen eigenständigen Stahlhelm. Zuerst setzte man den Helma vz. 20 ein, eine Eigenkonstruktion, die dem deutschen Stahlhelm recht ähnlich war. Innerhalb des Heeres drängte man darauf, einen eigenständigen Entwurf zu schaffen. Diesem Wunsch entsprechend wurde der Helm ab 1935 in der Armee eingeführt. Nach der Zerschlagung der Rest-Tschechei gelangten große Bestände des Helms in die Hände der Wehrmacht. Die deutsche Armee entschloss sich, den Helm nicht an die eigenen Soldaten auszugeben. Im Verlauf des Krieges wurden Helme an den Luftschutz abgegeben. Die slowakische Armee nutzte den Helm hingegen weiterhin. Finnland erhielt rund 50.000 Exemplare. An Chile und Kroatien wurden mehrere tausend Helme abgegeben. Nach dem Zweiten Weltkrieg war der Helm bei der Tschechoslowakischen Armee bis zur Entwicklung des Přilba vz. 53 teilweise wieder im Gebrauch.